# 와타베 다이스케
와타베 다이스케(일본어: 渡部 大輔, 1989년 4월 19일 ~ )는 일본의 전 축구 선수이다.

## 구단 경력
그는 2008년부터 2022년까지 J리그의 오미야 아르디자, SC 사가미하라에서 활동하였다.